# Dioskurides (Phrurarch)
Dioskurides war ein Phrurarch (Festungskommandant) im ägyptischen Herakleopolis im 2. Jahrhundert v. Chr.
Informationen über seine Person lassen sich nur indirekt über Papyri aus seinem Archiv erschließen, welches in Teilen erhalten ist.